# Германия (Тацит)
«Германия», De origine et situ Germanorum (с лат. — «О происхождении и местоположении германцев») — составленное Тацитом на исходе I в. н. э. этнографическое описание германских племён, живших в то время за пределами Римской империи.

## Содержание
Поскольку Тацит не бывал в описываемых землях, предполагается, что он черпал информацию из разговоров с ветеранами германских войн и из несохранившихся сочинений других авторов — например, «Германской войны» Плиния Старшего. Этим же объясняется несоответствие данных о политической ситуации на границе реалиям Тацитова времени.
Подобно тому, как в «Агриколе» Тацит описал характер и обычаи бриттов, в «Германии» он пересказывает племенной состав, верования и нравы германцев, проницательно видя в них главную угрозу гегемонии Рима. Упор сделан на их простых добродетелях и примитивных пороках, которые сродни порокам и добродетелям древнейших квиритов республиканского времени. Тацит отчасти идеализирует врагов своей державы, противопоставляя их бедную и дикую жизнь развращению утопающего в роскоши имперского Рима. Историка прельщают их этническая однородность, близость к природе и скромность их потребностей — цивилизация даёт комфорт, но развращает нравы:

Населяющие Германию племена, никогда не подвергавшиеся смешению через браки с какими-либо иноплеменниками, искони составляют особый, сохранивший изначальную чистоту и лишь на себя самого похожий народ. Отсюда, несмотря на такое число людей, всем им присущ тот же облик: жёсткие голубые глаза, русые волосы, рослые тела.
Оригинальный текст (лат.)… Germaniae populos nullis aliis aliarum nationum conubiis infectos propriam et sinceram et tantum sui similem gentem exstitisse arbitrantur. Unde habitus quoque corporum, tamquam in tanto hominum numero, idem omnibus: truces et caerulei oculi, rutilae comae, magna corpora …

Многие сведения о германцах известны исключительно из сочинения Тацита. Его данные о верованиях германцев имеют мало общего с той германской религией, которая будет через 1000 лет закреплена в «Эддах». Только благодаря Тациту известны хтонический культ «царя всяческих божеств» и празднество в честь богини плодородия Нерты: 

Тогда наступают дни всеобщего ликования, празднично убираются местности, которые богиня удостоила своим прибытием и пребыванием. В эти дни они не затевают походов, не берут в руки оружия; все изделия из железа у них на запоре; тогда им ведомы только мир и покой, только тогда они им по душе, и так продолжается, пока тот же жрец не возвратит в капище насытившуюся общением с родом людским богиню.
Оригинальный текст (лат.)Laeti tunc dies, festa loca, quaecumque adventu hospitioque dignatur. Non bella ineunt, non arma sumunt; clausum omne ferrum; pax et quies tunc tantum nota, tunc tantum amata, donec idem sacerdos satiatam conversatione mortalium deam templo reddat.

Исключительный интерес представляет перечисление Тацитом названий германских племён (по современным данным, некоторые из них, как, например, батавы, были отнесены к германцам по ошибке). Это один из первых источников, где упомянуты готы. Тацит первым упоминает полудиких обитателей дальних берегов Балтийского моря — феннов (Fenni) и эстиев (Aesti). В Новое время эти экзоэтнонимы были распространены на финно-угорские народы, называвшие себя «суоми» (финны) и «маарахвас» (эстонцы).

У феннов — поразительная дикость, жалкое убожество; у них нет ни оборонительного оружия, ни лошадей, ни постоянного крова над головой; их пища — трава, одежда — шкуры, ложе — земля; все свои упования они возлагают на стрелы, на которые, из-за недостатка в железе, насаживают костяной наконечник. И у малых детей нет другого убежища от дикого зверя и непогоды, кроме кое-как сплетённого из ветвей и доставляющего им укрытие шалаша.
Оригинальный текст (лат.)Fennis mira feritas, foeda paupertas: non arma, non equi, non penates; victui herba, vestitui pelles, cubile humus: solae in sagittis spes, quas inopia ferri ossibus asperant. … Nec aliud infantibus ferarum imbriumque suffugium quam ut in aliquo ramorum nexu contegantur …

## Судьба
После падения Римской империи сочинение Тацита было предано забвению до 1455 года, когда единственная его рукопись была обнаружена в Херсфельдском аббатстве. За изучение «Германии» взялся Энеа Сильвио Пикколомини, сообщаемые Тацитом сведения стали предметом горячих дебатов гуманистов. На материале Тацита подчёркивалось, что противостояние римского Юга и германского Севера отнюдь не порождено Реформацией, а имеет тысячелетние корни. Вновь вошло в употребление давно преданное забвению слово «Германия».
Немцам льстила нарисованная Тацитом картина их предков как своего рода благородных дикарей, на упомянутые в тексте пороки вроде пьянства и лени обращалось мало внимания. Сочинение Тацита было поднято на щит в эпоху романтического национализма, служило обоснованием идеологии пангерманизма, в связи с чем историк Арнальдо Момильяно в 1956 г. даже причислил «Германию» к числу наиболее опасных книг в истории.

## Переводы и издания
- Древние германцы. Сборник документов. Составлен Б. Н. Граковым, С. П. Моравским, А. И. Неусыхиным. Вводная статья и редакция. А. Д. Удальцова. М.: Государственное социально-экономическое издательство, 1937.
- Корнелий Тацит. Сочинения в двух томах. Т. 1. Анналы. Малые произведения. Л., Наука, 1969. Перевод А. С. Бобовича.
- Тацит, К. О положениях, обычаях и народах древней Германии. Из сочинений Каия Корнилия Тацита / переведено с латинскаго Академии наук переводчиком Васильем Световым. — Собрание, старающееся о переводе иностранных книг. — В Санктпетербурге: при Императорской Академии наук, 1772. — 70 с. — 600 экз. Архивировано 16 декабря 2024 года.
- Перевод Н. М. Муравьева «О нравах германцев» (1809) хранится в ГАРФ. Ф. 1153. Оп. 1. Д. 81.[10]